# 28 октомври
28 октомври е 301-вият ден в годината според григорианския календар (302-ри през високосна). Остават 64 дни до края на годината.

## Събития
- 312 г. – Битката на Милвийския мост: Константин I побеждава Максенций и става едноличен управител на Римската империя.
- 1492 г. – Христофор Колумб открива остров Куба.
- 1740 г. – Иван VI става император на Русия.
- 1776 г. – Състои се Битката при Уайт Плейнс.
- 1798 г. – Състои се Превземането на Рим от Неаполитанското кралство.
- 1848 г. – В Испания е открита първата железопътна линия (между Барселона и Матаро).
- 1886 г. – В Ню Йорк президентът на САЩ Гроувър Кливланд официално открива Статуята на Свободата, която е подарък от Франция по случай стогодишнината от независимостта на САЩ.
- 1898 г. – Основано е Софийско унгарско дружество.
- 1900 г. – Състои се церемонията по закриването на Вторите летни олимпийски игри в Париж.
- 1905 г. – Състои се Неволянското клане.
- 1912 г. – Балканската война: Начало на Люлебургазко-Бунархисарската операция.
- 1918 г. – Чехословакия обявява независимост от Австро-Унгария.
- 1919 г. – Конгресът на САЩ приема закона за въвеждане на сух режим в страната от следващия януари, независимо от ветото, наложено от президента Удроу Уилсън.
- 1922 г. – Поход към Рим: Италианските фашисти, водени от Бенито Мусолини, маршируват до Рим, където свалят италианското правителство.
- 1923 г. – Създава се Офицерски Спортен Клуб Атлетик-Слава 1923.
- 1929 г. – Основан е футболен клуб Локомотив в София.
- 1940 г. – Втора световна война: Кралство Гърция отхвърля нотата на Бенито Мусолини за доброволното предаване на страната (ΟΧΙ). Италия нахлува в Гърция през Албания и така Гърция влиза във Втората световна война.
- 1941 г. – Холокост: Германски SS-части ликвидират над 9000 евреи в гетото на Каунас (Литва).
- 1942 г. – Холокост: 2000 еврейски деца и 6000 възрастни от Краков са депортирани от германците в концентрационния лагер Белзец.
- 1944 г. – България във Втората световна война: Сключено е примирие между Царство България и Антихитлеристката коалиция.
- 1948 г. – Швейцарският химик Паул Мюлер получава Нобелова награда за инсектицида ДДТ, забранен през 70-те години в цивилизования свят като силно токсичен и бавно разпадащ се.
- 1958 г. – Започва понтификата на папа Йоан XXIII.
- 1962 г. – Студената война: Никита Хрушчов обявява, че е наредил да бъдат изтеглени разположените в Куба съветски ядрени ракети, с което Карибската криза приключва.
- 1971 г. – Великобритания изстрелва своя първи (и до 2007 единствен) сателит Prospero в ниска околоземна орбита и става шестата космическа сила.
- 1981 г. – В Сан Франциско е създадена метъл групата „Металика“.
- 1992 г. – Министър-председателят на България Филип Димитров не получава вот на доверие от Народното събрание и подава оставката на правителството.
- 2000 г. – Стартира излъчването на предаването Здравей, България.
- 2005 г. – Състои се премиерата на американския филм Убийствен пъзел 2.
- 2006 г. – Създадена е лявоцентристка социалдемократическа политическа партия Справедлива Русия.
- 2009 г. – Състои се премиерата на американския документален филм Майкъл Джаксън: This is it.

## Родени
- 1466 г. – Еразъм Ротердамски, холандски философ († 1536 г.)
- 1585 г. – Корнелий Янсен, нидерландски теолог († 1638 г.)
- 1623 г. – Йохан Грубер, австрийски йезуит († 1680 г.)
- 1761 г. – Аугуст Бач, германски миколог († 1802 г.)
- 1786 г. – Луи Исидор Дюпере, френски мореплавател († 1865 г.)
- 1811 г. – Орацио Антинори, италиански зоолог († 1882 г.)
- 1828 г. – Драган Цанков, министър-председател на България († 1911 г.)
- 1851 г. – Александър Александрович Бунге, руски зоолог († 1930 г.)
- 1860 г. – Кано Джигоро, създател на джудото († 1938 г.)
- 1866 г. – Рамон дел Вайе Инклан, испански писател († 1936 г.)
- 1869 г. – Цанко Церковски, български политик († 1926 г.)
- 1880 г. – Димитър Кондов, деец на БКП († 1923 г.)
- 1891 г. – Сотир Янев, български политик († 1943 г.)
- 1898 г. – Димитър Ганев, деец на БКП († 1964 г.)
- 1903 г. – Аба Лернер, американски икономист († 1982 г.)
- 1903 г. – Ивлин Уо, английски писател († 1966 г.)
- 1909 г. – Френсис Бейкън, ирландски художник († 1992 г.)
- 1911 г. – Мирза Ибрахимов, азербайджански писател († 1993 г.)
- 1914 г. – Джонас Солк, американски имунолог († 1995 г.)
- 1914 г. – Ричард Лорънс Милингтън Синг, британски биохимик, Нобелов лауреат († 1994 г.)
- 1915 г. – Иван Араклиев, деец на БРП (к) и партизанин († 1996 г.)
- 1919 г. – Атанас Стойков, български изкуствовед († 1988 г.)
- 1919 г. – Генчо Узунов, български белетрист, сатирик, публицист († 2003 г.)
- 1930 г. – Сватоплук Плускал, чехословашки футболист († 2005 г.)
- 1933 г. – Гаринча, бразилски футболист († 1983 г.)
- 1933 г. – Евтим Евтимов, български поет и автор на текстовете на песни от българската поп музиката († 2016 г.)
- 1940 г. – Генадий Стрекалов, руски космонавт († 2004 г.)
- 1940 г. – Михаил Карушков, български футболист († 2015 г.)
- 1943 г. – Жуау Агиар, португалски писател († 2010 г.)
- 1944 г. – Колюш, френски киноартист († 1986 г.)
- 1949 г. – Джон Макгавърн, британски футболист
- 1954 г. – Кирил Варийски, български актьор († 1996 г.)
- 1954 г. – Сергей Цочев, български химик
- 1955 г. – Бил Гейтс, американски програмист и предприемач
- 1956 г. – Махмуд Ахмадинеджад, президент на Иран
- 1957 г. – Дезмънд Чайлд, американски продуцент
- 1963 г. – Ерос Рамацоти, италиански певец
- 1963 г. – Николай Рачев, български офицер
- 1967 г. – Джон Ромеро, американски дизайнер на видеоигри
- 1967 г. – Джулия Робъртс, американска актриса
- 1973 г. – Ем Ви Пи, американски професионален кечист
- 1974 г. – Хоакин Финикс, американски актьор
- 1977 г. – Светозар Иванов, български волейболист
- 1980 г. – Алън Смит, английски футболист
- 1981 г. – Милан Барош, чешки футболист
- 1983 г. – Александру Пицурка, румънски футболист
- 1992 г. – Ирина Митева, българска актриса

## Починали
- 312 г. – Максенций, римски император (* 278)
- 816 г. – Бего I, граф на Париж (* ок. 755)
- 998 г. – Зигфрид I, основател на Люксембург (* ок. 918)
- 1313 г. – Елизабета Тиролска, херцогиня на Херцогство Австрия (* 1262)
- 1703 г. – Джон Уолис, английски математик (* 1616 г.)
- 1704 г. – Джон Лок, английски философ (* 1632 г.)
- 1740 г. – Анна, императрица на Русия (* 1693 г.)
- 1818 г. – Абигейл Адамс, първа дама на САЩ (* 1744 г.)
- 1940 г. – Николай Кун, руски историк и писател (* 1877 г.)
- 1844 г. – Шандор Кишфалуди, унгарски поет (* 1772 г.)
- 1921 г. – Уилям Брус, шотландски изследовател (* 1867 г.)
- 1929 г. – Бернхард Хайнрих Карл Мартин фон Бюлов, немски политик (* 1849 г.)
- 1951 г. – Христо Попов, български политик (* 1858 г.)
- 1952 г. – Виктор Яшин, руски летец (* 1922 г.)
- 1954 г. – Лайош Наги, унгарски писател (* 1883 г.)
- 1959 г. – Камило Сиенфуегос, кубински революционер (* 1932 г.)
- 1969 г. – Корней Чуковски, руски писател (* 1822 г.)
- 1986 г. – Джон Брейн, британски писател (* 1882 г.)
- 1989 г. – Юлия Солнцева, руска актриса (* 1901 г.)
- 1993 г. – Юрий Лотман, руски семиотик (* 1922 г.)
- 1999 г. – Рафаел Алберти, испански поет (*1902 г.)
- 2003 г. – Димитър Сагаев, български композитор (* 1915 г.)
- 2008 г. – Александър Ловен, американски психотерапевт (* 1910 г.)
- 2009 г. – Иларион Доростолски, митрополит на Доростолска епархия на БПЦ (* 1913 г.)
- 2022 г. – Джери Лий Люис, американски певец (* 1935 г.)
- 2023 г. – Матю Пери, американски актьор (* 1969 г.)

## Празници
- Световен ден на анимацията (от 2002 година, в чест на първата публична прожекция на Емил Рейно на т.нар. „светлинни пантомими“ през 1892 г.)[1]
- Гърция и Кипър – Охи (народен празник)
- Словакия – Годишнина от създаването на Чехословакия (1918 г.)
- Чехия – Ден на възстановената национална независимост (от Австро-Унгария, 1918 г., национален празник)